# Euxoa insulsa
Euxoa insulsa là một loài bướm đêm trong họ Noctuidae.